# Précilhon
Précilhon é uma comuna francesa na região administrativa da Nova Aquitânia, no departamento dos Pirenéus Atlânticos. Estende-se por uma área de 6,4 km². Em 2010 a comuna tinha 418 habitantes (densidade: 65,3 hab./km²).